# Santiago Apa
Santiago Apa (Buenos Aires, Argentina; 23 de abril de 2000) es un futbolista argentino que se desempeña como delantero y juega en Chacarita Juniors, de la Primera Nacional de Argentina.

## Trayectoria
Santiago Apa hizo su debut profesional, en Almagro, el 3 de abril de 2021, en la derrota 2 a 1 frente a Barracas Central, por el partido correspondiente a la cuarta fecha del Campeonato de Primera Nacional 2021. Ese año disputó 4 partidos más antes de abandonar la institución.
Al año siguiente, se une a Sportivo Barracas para disputar el Campeonato de Primera D 2022, donde tuvo una buena temporada, marcando 7 goles y repartiendo 3 asistencias, en 22 partidos jugados.
Los siguientes dos años los pasó en General Lamadrid, de la Primera C, donde junto con Claudio Campostrini, formaron una de las duplas más goleadoras del fútbol argentino. Su carrera en Lamadrid culminó con 21 goles anotados y 4 asistencias repartidas en 76 partidos disputados.
Para el 2025 se une a Chacarita Juniors, de la Primera Nacional.

## Estadísticas

### Clubes
Actualizado hasta su último partido disputado el 20 de julio de 2025.
| Club                        | Div.          | Temporada     | Liga  | Liga  | Liga   | Copas nacionales | Copas nacionales | Copas nacionales | Torneos internacionales | Torneos internacionales | Torneos internacionales | Total | Total | Total  | Media goleadora |
| Club                        | Div.          | Temporada     | Part. | Goles | Asist. | Part.            | Goles            | Asist.           | Part.                   | Goles                   | Asist.                  | Part. | Goles | Asist. | Media goleadora |
| --------------------------- | ------------- | ------------- | ----- | ----- | ------ | ---------------- | ---------------- | ---------------- | ----------------------- | ----------------------- | ----------------------- | ----- | ----- | ------ | --------------- |
| Club Almagro Argentina      | 2.ª           | 2021          | 5     | 0     | 0      | —                | —                | —                | —                       | —                       | —                       | 5     | 0     | 0      | 0.00            |
| Club Almagro Argentina      | Total club    | Total club    | 5     | 0     | 0      | 0                | 0                | 0                | 0                       | 0                       | 0                       | 5     | 0     | 0      | 0.00            |
| Sportivo Barracas Argentina | 5.ª           | 2022          | 22    | 7     | 3      | —                | —                | —                | —                       | —                       | —                       | 22    | 7     | 3      | 0.32            |
| Sportivo Barracas Argentina | Total club    | Total club    | 22    | 7     | 3      | 0                | 0                | 0                | 0                       | 0                       | 0                       | 22    | 7     | 3      | 0.32            |
| General Lamadrid Argentina  | 4.ª           | 2023          | 35    | 9     | 0      | —                | —                | —                | —                       | —                       | —                       | 35    | 9     | 0      | 0.26            |
| General Lamadrid Argentina  | 4.ª           | 2024          | 41    | 12    | 4      | —                | —                | —                | —                       | —                       | —                       | 41    | 12    | 4      | 0.29            |
| General Lamadrid Argentina  | Total club    | Total club    | 76    | 21    | 4      | 0                | 0                | 0                | 0                       | 0                       | 0                       | 76    | 21    | 4      | 0.28            |
| Chacarita Juniors Argentina | 2.ª           | 2025          | 16    | 3     | 0      | —                | —                | —                | —                       | —                       | —                       | 16    | 3     | 0      | 0.19            |
| Chacarita Juniors Argentina | Total club    | Total club    | 16    | 3     | 0      | 0                | 0                | 0                | 0                       | 0                       | 0                       | 16    | 3     | 0      | 0.19            |
| Total carrera               | Total carrera | Total carrera | 119   | 31    | 7      | 0                | 0                | 0                | 0                       | 0                       | 0                       | 119   | 31    | 7      | 0.26            |
| 1.                          |               |               |       |       |        |                  |                  |                  |                         |                         |                         |       |       |        |                 |